# Reial Acadèmia de Ciències Exactes, Físiques i Naturals
La Reial Acadèmia de Ciències Exactes, Físiques i Naturals és una acadèmia espanyola de caràcter públic dedicada a l'estudi i recerca de la matemàtica, la física, la química, la biologia, l'enginyeria i altres relacionades amb les ciències i integrada en l'Instituto de España. Va ser creada com a continuació de l'Acadèmia de Ciències Naturals de Madrid.

## Història

### L'Acadèmia de Matemàtiques de Madrid
El primer antecedent de la present institució és l'Acadèmia de Matemàtiques de Madrid (denominada oficialment Academia Real Mathematica), fundada per Felip II el 25 de desembre de 1582, després d'iniciativa del llavors Aposentador Major Juan de Herrera. D'acord amb un memorial redactat pel mateix Herrera, estava destinada a integrar als més destacats geògrafs, astrònoms, arquitectes, enginyers, especialistes militars i altres homes notables amb ocupacions relacionades amb les ciències matemàtiques, amb vista a buscar l'aplicació pràctica dels seus coneixements al servei de la Corona. No obstant això, els ambiciosos objectius teòrics inicials es van reduir dràsticament després en la pràctica, i els ensenyaments es van centrar fonamentalment en la cosmografia i la navegació.
Tal com ja succeís amb l'escola palatina de la cort dels Reis Catòlics, la principal missió de l'Acadèmia era proporcionar instrucció científica als joves cortesans. Però en aquest cas es posava l'accent en els sabers pràctics i matemàtics, i a més també estava oberta a altres alumnes. Les lectures (classes) es donaven en una casa del Carrer del Tesoro propera a l'antiga Porta de Baldanú, a l'espai on avui s'erigeix el Teatre Reial (és a dir, molt prop del Real Alcázar).
El monarca i Juan de Herrera van perseguir des del principi la intenció proposada de disposar de professors de gran nivell. Felipe II, qui també era rei de Portugal des de 1580, estant en Lisboa va contractar al prestigiós cosmògraf lusità Juan Bautista Labaña per ocupar la nova càtedra de matemàtiques. A l'humanista Pedro Ambrosio Ondériz es va encomanar traduir textos científics en llatí al castellà, i posteriorment, després de completar els seus estudis en la matèria, també ensenyaria cosmografia. Més tard, van ser professors de l'Acadèmia Juan Arias de Loyola i el milanès Giuliano Ferrofino.
Durant un breu període (1599–1601) l'escola va ampliar les matèries impartides amb la docència dels matemàtics Juan Cedillo Díaz i Juan Ángel, l'arquitecte Cristóbal de Rojas i l'enginyer militar Pedro Rodríguez de Muñiz, a més de Ferrofino, també expert en aquesta disciplina.
Entre 1607 i 1611 va fer classe Andrés García de Céspedes, un dels matemàtics i cosmògrafs de major reputació en l'Europa d'aquests anys. Després de la seva jubilació el va succeir en la càtedra l'abans esmentat Cedillo.
A partir de 1625 s'encarregarien de la docència professors del Col·legi Imperial de San Isidro (en la seu del qual es donarien des de 1629 també les lectures), que en general van mantenir el notable nivell acadèmic precedent, i van renovar els ensenyaments impartits incorporant a elles els nous progressos que esdevenien a Europa. Entre aquests jesuïtes, tant espanyols com a estrangers, figuren Claudio Ricardo, Jean-Charles della Faille, Jacob Kresa, Johann Baptist Cysat, Pedro de Ulloa, Alejandro Berneto, Nicasio Gramatici, Manuel de Campos, Carlos del Reguera, Pedro de Fresneda, Juan Wendlingen, Cristiano Riegen i Tomás de la Cerda.
Malgrat l'expulsió dels jesuïtes (1767) decretada per Carles III, aquest rei va voler mantenir l'Acadèmia, i en 1770 va cridar al cosmògraf Juan Bautista Muñoz (llavors a València) per ocupar la càtedra. No obstant això aquest no va poder reprendre les classes per falta de locals. En 1783 una resolució real va extingir finalment la institució.
Al llarg dels seus gairebé dos segles d'existència, l'Acadèmia de Madrid només va poder complir parcialment amb els objectius fixats per Herrera en els seus inicis. Excepte els dos anys en què va estar orientada a l'enginyeria militar, el seu abast educatiu es va limitar gairebé exclusivament a la cosmografia i la nàutica. Això es va deure als fons insuficients destinats per la Corona, i al fet que aquesta estava especialment interessada, per la seva utilitat pràctica, en aquestes dues disciplines. Un altre greu problema va ser la contínua escassetat de mitjans materials i personals. Tampoc es va aconseguir la institucionalització dels estudis, que era una altra de les metes preteses per Herrera, ja que no s'expedia cap certificat o titulació oficial als alumnes, amb vista a promoure professionals amb una formació cientificotècnica legalment comprovable.
Malgrat tot l'anterior, el nivell científic dels professors va ser alt. Molts d'ells van publicar durant l'acompliment del seu càrrec notables obres divulgatives. Els coneixements impartits estaven actualitzats, i adonaven dels avanços que havien aconseguit destacats científics europeus com Copèrnic, Cardano, Tartaglia o Galileu. Això va permetre als assistents rebre una bona formació en matemàtiques, cosmografia i nàutica, concorde als temps que corrien.

### Primeres acadèmies de Medicina i Ciències Naturals
La il·lustració espanyola, com l'europea en general, va donar un nou impuls a l'esperit academicista. A Espanya es creen les Reials Acadèmies, a imitació de les ja existents a França, país d'origen de la dinastia regnant. En 1734 es funda la de Medicina i Ciències Naturals que, poc després, el marquès de la Ensenada encarrega segregar en dues branques a Jordi Joan i Santacília, però les circumstàncies polítiques impedeixen que culmini el procés.
El 7 de febrer de 1834 es crea mitjançant decret la Reial Acadèmia de Ciències Naturals de Madrid, però només duraria tretze anys, ja que seria substituïda per la qual avui existeix.

### Reial Acadèmia de Ciències Exactes, Físiques i Naturals
El 25 de febrer de 1847, durant el regnat d'Isabel II, es crea per Reial decret l'Acadèmia que perdura amb el seu nom fins als nostres dies. La seua creació va ser impulsada pel ministre de Comerç, Instrucció i Obres Públiques Mariano Roca de Togoeres i Carrasco. La primera presidència va ser la d'Antonio Remón Zarco del Valle y Huet i José Solano de la Matalinares.

## Estructura
L'Acadèmia es regeix per uns estatuts l'última reforma dels quals correspon a un decret de 2001 i està conformada per 54 acadèmics numeraris, 90 corresponents nacionals i un nombre no determinat d'acadèmics supernumeraris i corresponents estrangers. El seu govern correspon al conjunt dels seus membres en Ple, que nomenen una Junta Directiva a la qual s'encomana la gestió i que rendeix de la mateixa davant el Ple.
L'Acadèmia s'estructura en tres seccions: Ciències Exactes, Físiques i Químiques i Naturals, a més d'en un conjunt de comissions a les quals s'encomanen tasques específiques.
Manté, a més, una biblioteca formada per més de 27.000 volums i diversos materials com a revistes científiques, manuscrits i mapes. Els seus fons provenen de les adquisicions de la pròpia Acadèmia, els intercanvis i les donacions particulars, entre les quals destaquen les de José Echegaray, Fernando de Castro i la Fundació Juan March.

## Acadèmics numeraris (2017)
- Adriano García-Loygorri y Ruiz
- Alberto Galindo Tixaire
- Amable Liñán Martínez
- Antonio Cendrero Uceda
- Antonio García-Bellido y García de Diego
- Antonio Hernando Grande
- Arturo Romero Salvador
- Carlos Belmonte Martínez
- Carlos López Otín
- Pedro Miguel Etxenike Landiríbar
- Carmen Nájera Domingo
- José Francisco Duato Marín
- Emiliano Aguirre Enríquez
- Esteban Domingo Solans
- Ernesto Carmona Guzmán
- Fernando Bombal Gordon
- Fernando Briones Fernández-Pola
- Francisco García Novo
- Francisco Javier Girón González-Torre
- Juan Manuel Rojo Alaminos
- Jesús Ávila de Grado
- Jesús Ildefonso Díaz Díaz
- Jesús María Sanz Serna
- Jesús Santamaría Antonio
- José Elguero Bertolini
- Manuel de León Rodríguez
- José María Montesinos Amilibia
- Juan Antonio Vera Torres
- Juan María Marcaide Osoro
- Luis Franco Vera
- Luis Gutiérrez Jodra
- Manuel Aguilar Benítez de Lugo
- José Luis Sanz García
- Manuel Elices Calafat
- Manuel López Pellicer
- Manuel Ramón Llamas Madurga
- Alfredo Bermúdez de Castro López-Varela
- Miguel Ángel Alario y Franco
- Pedro García Barreno
- Pedro Jiménez Guerra
- Ana María Crespo de Las Casas
- Enrique Castillo Ron
- Pedro Luis García Pérez
- David Ríos Insua
- José Bonet Solves
- Pilar Bayer i Isant
- Miguel Valcárcel Cases
- Avelino Corma Canós
- Javier Jiménez Sendín
- Juan Luis Vázquez Suárez
- Miguel Delibes de Castro
- Caridad Zazo Cardeña
- Juan Ignacio Cirac Sasturain

## Presidents de l'Acadèmia
- 1848–1866 • Antonio Remón Zarco del Valle y Huet
- 1866–1882 • José Solano de la Matalinares, Marqués del Socorro
- 1882–1901 • Cipriano Segundo Montesino y Estrada, Duque de la Victoria
- 1901–1916 • José Echegaray y Eizaguirre
- 1916–1922 • Amós Salvador Rodrigáñez
- 1922–1928 • José Rodríguez Carracido
- 1928–1934 • Leonardo Torres Quevedo
- 1934–1938 • Blas Cabrera Felipe
- 1940–1958 • José Casares Gil
- 1958–1966 • Alfonso Peña Boeuf
- 1966–1970 • Julio Palacios Martínez
- 1970–1985 • Manuel Lora-Tamayo Martín
- 1985–2002 • Ángel Martín Municio
- 2002–2005 • Carlos Sánchez del Río y Sierra
- 2005–2009 • Alberto Galindo Tixaire
- 2009-2012 • Miguel Ángel Alario y Franco
- 2012-2015 • Alberto Galindo Tixaire
- 2015-2018 • José Elguero Bertolini
- 2018- • Jesús María Sanz Serna